# Елизабета Баварска (1361 – 1382)
Елизабета Баварска (на немски: Elisabeth von Bayern; * 1361; † 17 януари 1382, Милано) от династията Вителсбахи, е принцеса от Бавария и съпруга на Марко Висконти, господарят на Парма.

## Живот
Тя е единствената дъщеря на Фридрих (1339 – 1393), херцог на Бавария-Ландсхут, и първата му съпруга Анна от Нойфен († 1380), дъщеря на граф Бертхолд IV фон Нойфен-Марщетен-Грайзбах († 1342) и графиня Елизабет фон Труендинген († 1331).
На 12 август 1365 г. в Милано четиригодишната Елизабет е сгодена за Марко Висконти от род Висконти, син на управителя на Милано Бернабо Висконти. Елизабет се омъжва след 1367 г. за Марко Висконти (1353 – 1382), съвладетел на Милано (1379 – 1382) и управител на Парма (1364 – 1382). Нейната зестра е 45 000 гулдена.
Елизабет умира само две седмици след нейния съпруг Марко. Двамата са погребани в Милано.